# Paul Renaudie
Paul Renaudie (né le 2 avril 1990 à Courbevoie) est un athlète français, spécialiste du 800 mètres. Il est vice-champion de France Elite 2013 du 800 m et champion de France en 2017.

## Biographie

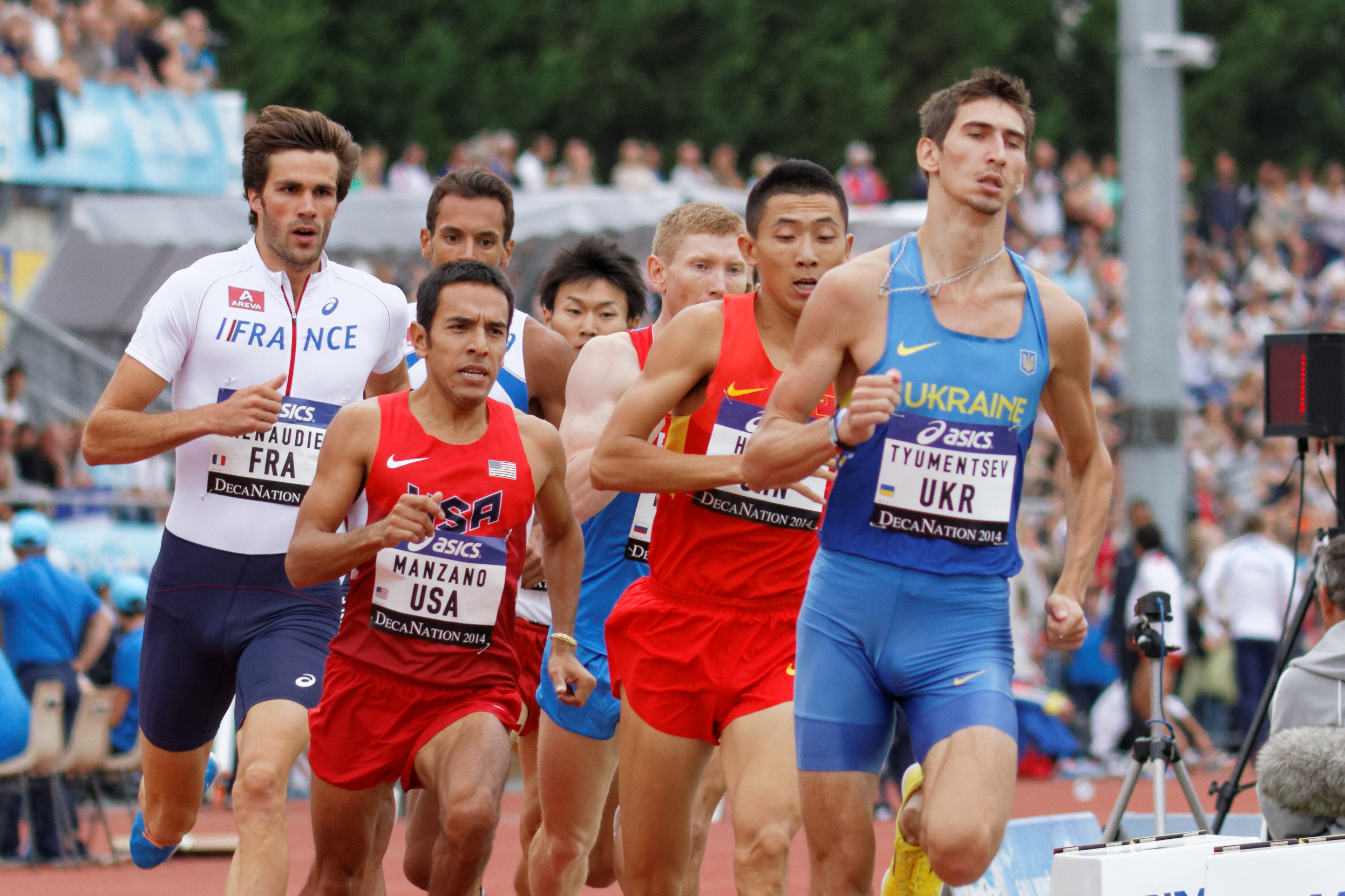
Paul Renaudie lors du DécaNation 2014.

En 2012, il atteint les demi-finales des Championnats d'Europe d'Helsinki, se classant quatrième de la course remportée par le Danois Andreas Bube. La même année, il court au Meeting Areva, au Stade de France, et termine 5e en 1 min 46 s 16, loin derrière le Kényan David Rudisha, mais devant ses compatriotes Pierre-Ambroise Bosse et Hamid Oualich. Il ne peut néanmoins se qualifier pour les Jeux olympiques d'été de 2012, ne pouvant faire une course en dessous d' 1 min 45 s 20.

## Palmarès

### National
- Championnats de France d'athlétisme :
  - Vainqueur du 800 m en 2017, 2e en 2013
- Championnats de France d'athlétisme en salle :
  - Vainqueur du 800 m en 2014

### Records
| Épreuve | Épreuve   | Performance   | Lieu              | Date            |
| ------- | --------- | ------------- | ----------------- | --------------- |
| 800 m   | Plein air | 1 min 45 s 85 | Villeneuve-d'Ascq | 9 juin 2012     |
| 800 m   | Salle     | 1 min 47 s 96 | Stockholm         | 19 février 2015 |